# Ceratacis bakrotus
Ceratacis bakrotus är en stekelart som först beskrevs av Durgadas Mukerjee 1978.  Ceratacis bakrotus ingår i släktet Ceratacis och familjen gallmyggesteklar. Inga underarter finns listade i Catalogue of Life.